# Washingtonski sporazum (1994.)
Washingtonski sporazum je sporazum potpisan između bosanskohercegovačkih Hrvata  (koje je predstavljala Republika Hrvatska) i Republike Bosne i Hercegovine (u multietničkoj vladi kojom su tada dominirali Bošnjaci) 18. ožujka 1994. godine u Washingtonu.
Dogovoreno je primirje između Hrvatskog vijeća obrane i Armije Republike Bosne i Hercegovine. Unutarnji ustroj teritorija s bošnjačkim i hrvatskim pučanstvom u Republici Bosni i Hercegovini, preoblikovan je u Federaciju Bosne i Hercegovine, koja se sastoji od federalnih jedinica, županija (izvorno: kantona), koji imaju jednaka prava i odgovornosti. Županijski sustav predstavljao je svojevrsnu obranu kako bi se spriječila dominacija jednog naroda nad drugim. 
Washingtonski sporazum je efektivno završio bošnjačko-hrvatski sukob, ali je ostavio mnoge stvari nerješene. Pored toga dogovor ostvaren u Washingtonu uz Daytonski sporazum, danas se smatra jednim od najkontraverznijih političkih rješenja proizašlih iz cjelokupne Jugoslavenske krize.

## Potpisivanje
Bosanskohercegovački Hrvati i Bošnjaci su u Washingtonu, 1. ožujka 1994. godine, potpisali preliminarni Sporazum o stvaranju Federacije Bosne i Hercegovine koja će omogućiti konfederaciju s Republikom Hrvatskom. Taj sporazum potpisali su dr. Mate Granić, dr. Haris Silajdžić i Krešimir Zubak. 
Oni su se suglasili da će biti osnovan Prijelazni odbor na visokoj razini, koji će poduzeti hitne i konkretne korake radi osnivanja Federacije i Konfederacije. Odbor je započeo s radom 4. ožujka 1994. godine u Beču i nastojao je do 15. ožujka 1994. godine donijeti: 
1. Ustav Federacije Bosne i Hercegovine;
2. Prethodni sporazum o Konfederaciji između Republike Hrvatske i predložene Federacije BiH;
3. Sporazum o vojnom rasporedu na području predložene Federacije BiH;
4. Prijelazne mjere za ubrzanje osnivanja Konfederacije i Federacije BiH, uključujući, gdje je to moguće, stvaranje državnog ustroja kako je to naznačeno u Okvirnom sporazumu, kao i sve ostale mjere koje će se smatrati potrebnima.[2]

Predsjednik Republike Hrvatske dr. Franjo Tuđman i predsjednik Predsjedništva Bosne i Hercegovine Alija Izetbegović potpisali su u Washingtonu, 18. ožujka 1994. godine Okvirni sporazum o konfederalnim vezama između Republike Hrvatske i buduće bošnjačko-hrvatske federacije u Bosni i Hercegovini. Premijer Bosne i Hercegovine Haris Silajdžić i predsjednik Predsjedničkog vijeća Hrvatske Republike Herceg-Bosne Krešimir Zubak potpisali su u Washingtonu tekst Nacrta ustava federacije Hrvata i Bošnjaka u Bosni i Hercegovini.
Dana 30. ožujka 1994. godine, Ustavotvorna skupština Federacije Bosne i Hercegovine prihvatila je velikom većinom glasova Ustav Federacije BiH kojim se uspostavlja Federacija Bosne i Hercegovine na teritoriju s većinskim bošnjačkim i hrvatskim stanovništvom. Skupština je prihvatila i zajednički amandman zastupnika Hrvata i Bošnjaka, kojim se iz predloženog Ustava briše odrednica da je granični postotak za ulazak stranaka u parlament Federacije BiH 5 % i to zakonom koji će donijeti Ustavotvorna skupština Federacije Bosne i Hercegovine.

## Proces stvaranja Federacije BiH
- Beč, 7. – 11. svibnja 1994. - U skladu s odlukama Ustavotvorne skupštine Federacije Bosne i Hercegovine, ovlašteni predstavnici, na sastanku održanom u Beču zaključili su sporazum. Ustavotvornoj skupštini BiH bit će predloženo da prvi predsjednik Federacije Bosne i Hercegovine u prijelaznom razdoblju od 6 mjeseci bude kandidat iz reda hrvatskog naroda, a dopredsjednik Federacije u istom razdoblju iz reda bošnjačkog naroda. Istekom razdoblja od 6 mjeseci, dužnost predsjednika obavljat će predstavnik iz reda bošnjačkog naroda, a dužnost dopredsjednika predstavnik iz reda hrvatskog naroda. Prvi predsjednik Federacije nakon isteka prijelaznog perioda birat će se iz reda bošnjačkog naroda. Pri rekonstrukciji Vlade osigurat će se da dužnost premijera obavlja predstavnik iz reda bošnjačkog naroda, a dužnost zamjenika premijera predstavnik iz reda hrvatskog naroda. Zamjenik premijera Vlade bit će na čelu Ministarstva obrane. Predložit će se Zakon o Vladi Federacije BiH tako da Vladu Federacije sačinjavaju: predsjednik, dopredsjednik, 11 resornih ministara i 4 ministra bez portfelja.  Ministri iz reda bošnjačkog naroda bit će na čelu 7, a ministri iz reda hrvatskog naroda bit će na čelu 5 ministarstava. Od 4 ministra bez portfelja, jedan će biti iz reda hrvatskog naroda. U Federaciji BiH uspostavit će se dvije županije s posebnim režimom, i to Srednjobosanska i Hercegovačko-neretvanska županija.

- Sarajevo, 30. svibnja 1994. - Ustavotvorna skupština Federacije Bosne i Hercegovine donijela je odluku o prihvaćanju sporazuma o provođenju Ustava Federacije BiH

- Dayton / Pariz, 10. studenog 1995. - Daytonski sporazum o provedbi Federacije Bosne i Hercegovine, Dodatak (Aneks) Daytonskom sporazumu o provedbi Federacije Bosne i Hercegovine

- Rim, 18. veljače 1996. - Zajednička izjava o Federaciji, Sporazum o Mostaru

- Ženeva, 18. ožujka 1996. - Izjava o Federaciji Bosne i Hercegovine

- Sarajevo, 30. ožujka1996. - Sporazum o Federaciji Bosne i Hercegovine

- Bonn, 25. travnja 1996. - Petersbergova deklaracija o Federaciji Bosne i Hercegovine, Sporazum o restrukturiranju Policije Federacije Bosne i Hercegovine, Međunarodno prihvaćena načela rada u demokratskoj državi

- Washington, 14. svibnja 1996. - Zajednička izjava, Sporazum o osnivanju Vijeća za provedbu Federacije

- Sarajevo, 25. listopada 1996. - Dogovorene mjere, Protokol o organizaciji Sarajeva, Zajednička uputstva

- Sarajevo, 14. prosinca 1996. - Dogovorena izjava

- Sarajevo, 3. veljače 1997. - Federalni forum: Dogovorene mjere

- Sarajevo, 12. veljače 1997. - Odluke o Mostaru

- Sarajevo, 24. veljače 1997. - Izvještaj u skladu s Odlukama o Mostaru od 12. veljače 1997., Pismo veleposlanika Steinera predsjedniku Izetbegoviću i predsjedniku Zubaku, Dodatak pismu veleposlanika Steinera predsjedniku Izetbegoviću i predsjedniku Zubaku

- Sarajevo, 27. ožujka 1997. - Sastanak Komisije za provedbu Sarajevskog protokola, Dogovoreni dokumenti:
  - Strani sporazum o provedbi Sarajevskog protokola
  - Izmjene i dopune Ustava Federacije
  - Izmjena i dopuna Ustava Županije Sarajevo
  - Statut grada Sarajeva

- Sarajevo, 14. travnja 1997. - Federalni forum: Zaključci predsjednika

- Sarajevo, 6. lipnja 1997. - Sastanak Federacije: Odluke

- Sarajevo, 5. kolovoza 1997. - Sastanak Federacije o Srednjobosanskoj županiji, Dogovoreni dokument:
  - Sporazum o ustroju policije u Srednjobosanskoj županiji

- Sarajevo, 20. kolovoza 1997. - Federalni forum: Zaključci predsjednika

- Sarajevo, 27. kolovoza 1997. - Drugi sastanak Federacije o Srednjobosanskoj županiji

- Sarajevo, 14. listopada 1997. - Treći sastanak federacije o Srednjobosanskoj županiji

- Travnik, 30. listopada 1997. - Federalni forum: Zaključci

- Sarajevo, 12. studenog 1997. - Federalnii forum: Zaključci predsjednika, Dodaci

- Sarajevo, 2. prosinca 1997. - Četvrti sastanak Federacije o Srednjobosanskoj županiji (+ Dodatak)

- Mostar, 16. travnja 1998. - Federalni forum: Zaključci predsjednika, Ugovor o povratcima unutar Grada Mostara

- 22. studenog 1998. - Sporazum o posebnim odnosima između Republike Hrvatske i Federacije Bosne i Hercegovine. Sporazum o posebnim odnosima između Republike Hrvatske i Federacije BiH ratificiran je 13. travnja 1999. od strane Zastupničkog doma Parlamenta Federacije BiH, a odobrio ga je Dom naroda Parlamenta Federacije BiH 7. svibnja 1999.

## Washingtonski sporazum danas
Washingtonski sporazum je trebao biti samo prva faza dogovora, dok je druga faza trebala biti uključivanje srpske strane u pregovore. Prema toj zamisli, Republika Srpska je trebala nestati, a Bosna i Hercegovina bi na cijelom prostoru bila županijski uređena zemlja. U nekoliko svojih javnih istupa ovo je potvrdio i potpisnik sporazuma Krešimir Zubak, no kasnije su Amerikanci odustali od te ideje.
Naknadno su neke stvari ukinute, kao dogovor o konfederaciji Republike Hrvatske s Federacijom Bosne i Hercegovine, koja nikada nije zaživjela. Tadašnji hrvatski ministar vanjskih poslova Mate Granić je nakon par godina izjavio kako je prihvatio taj prijedlog iako bio svjestan da, ako se i postigne, nikada neće zaživjeti te da mu je bila svrha obmanuti predstavnike Hrvatske Republike Herceg-Bosne. Naknadno je potpisan Sporazum o posebnim odnosima između Republike Hrvatske i Federacije Bosne i Hercegovine, koji je ostao mrtvo slovo na papiru.
Nakon Tuđmanove smrti su krenule akcije revidiranja i kršenja Washingtonskog sporazuma na štetu Hrvata, jer su brojne ovlasti ukinute županijama. Novouspostavljena federalna ministarstva prosvjete i kulture, te energetike su formirana suprotno sporazumu, jer su ove nadležnosti, prema dokumentu, morale biti na županijskoj razini. Jednako je s pitanjima radija i televizije jer je Federacija BiH dobila isključivi nadzor nad spektrom frekvencija. Također, od početnog pariteta hrvatskih i bošnjačkih ministara, te obaveznog supotpisivanja zamjenika ministra iz drugog naroda na svaki dokument, se prešlo na bošnjačku nadmoć (8 ministara iz reda bošnjačkog naroda, 3 iz srpskog, no koje su birali Bošnjaci, i samo 5 iz hrvatskog) i nebitnost potpisa zamjenika. Uz to, dokumentom je dopušten ustroj vijeća hrvatskih županija koje bi "koordiniralo politiku i aktivnosti u pitanjima od zajedničkog interesa", no unatoč dopuštenju, 2001. godine taj pokušaj visoki predstavnik Wolfgang Petritsch je zaustavio.
Do ključne 2002. godine i promjene Ustava FBiH (Petritschevi amandmani) u sastav Vlade su osim ministara (gdje je Hrvatima bila zagarantirana najmanje 1/3 ministarskih mjesta) ulazili i njihovi zamjenici. Po pravilu, ako je ministar bio Bošnjak – zamjenik je bio Hrvat i obrnuto, ako je ministar bio Hrvat zamjenik je bio Bošnjak. Kada se zbroje mjesta ministara i zamjenika ministara Hrvati su bili ravnopravan partner u federalnoj Vladi (i po brojnosti i po načinu odlučivanja). U načinu odlučivanja u Vladi Federacije BiH uvedene su takve promjene koje su iz ustava izbrisale riječi "konsenzus" i mogućnost bilo kakvog utjecaja konstitutivnih naroda na odluke Vlade, tako da je ostalo isključivo glasovanje običnom većinom. Ta većina su naravno uvijek Bošnjaci (8 ministara + premijer = 9 glasova). Tome treba dodati da zbog svoje brojnosti bošnjačke političke elite redovito popune i srpske kvote u Vladi FBiH (3 ministra). Međutim, to nije bilo dovoljno (11 od 16 ministara plus premijer) pa su u razdoblju 2010. – 2014. (Vlada Platforme) popunili i hrvatske kvote. Ustavna rješenja (2002.) propisuju fiksne kvote ministara po konstitutivnim narodima. Diskriminatorska rješenja su u samom ustavu kojima se jedan enitet faktički priznaje kao srpski (8 Srba – ministara u Vladi Republike Srpske), a jedan entitet kao bošnjački (8 Bošnjaka – ministara u Vladi Federacije BiH). Ukupno, Bošnjaci imaju 13 ministara (41%), Srbi 11 ministara (34%), a Hrvati 8 ministara (25%) u entitetskim vladama. Tu nije uračunato mjesto entitetskog premijera, premijer Vlade RS-a uvijek je Srbin, a premijer Vlade FBiH uvijek Bošnjak. Bosankohercegovački Hrvat ne može biti premijer niti jednog entiteta prema postojećim ustavnim/zakonskim rješenjima.
"Sastav Vijeća Naroda i Doma Naroda biće paritetan tako da svaki konstitutivni narod ima isti broj zastupnika. Najmanje osam najviše 17 zastupnika bit će iz reda jednog konstitutivnog naroda. Ostali su zastupljeni u broju koji ne prelazi polovicu predstavnika jednog konstitutivnog naroda u Vijeću naroda, odnosno Domu naroda" - Sarajevski sporazum o ustavnim promjenama. Učinak Barryjevih amandmana jednostavno omogućava da hrvatski predstavnici budu izabrani od stranaka koje nemaju potporu hrvatskih birača. U teoriji, bošnjačke stranke mogu izabrati 6 izaslanika u hrvatski klub Doma naroda, što predstavlja jednu trećinu od 17. Prema Petritschevim amandmanima nije više potrebna većina u svakom klubu Doma naroda nego samo jedna trećina za izbor Predsjednika/Potpredsjednika FBiH. Predsjednik FBiH je bitan jer potvrđuje Vladu FBiH. Ako u ponovljenom postupku izbora Predsjednika/Potpredsjednika FBiH jedan od domova odbije zajedničku listu, smatrat će se da su kandidirane osobe prihvaćanjem liste u jednom domu. Uvodi se drugi krug glasovanja u kojem je potrebna potvrda u samo jednom domu. S obzirom na to da su Bošnjaci većina stanovništva u FBiH (oko 70%), imaju kontrolu nad Zastupničkim domom Parlamenta FBiH te u praksi nad svim klubovima u Domu naroda osim hrvatskog, jasna je opasnost koju za Hrvate predstavljaju spomenute promjene. Svake opće izbore se vodi velika borba kako Bošnjaci ne bi izabrali trećinu hrvatskoga kluba i tako potpuno dekonstituirali Hrvate. Pet je županija s većinskim bošnjačkim stanovništvom (Unsko-sanska, Tuzlanska, Zeničko-dobojska, Sarajevska i Bosansko-podrinjska), iz svake dolazi po jedan izaslanik u Klub Hrvata. Bošnjaci u teoriji mogu izabrati trećinu hrvatskih izaslanika, izbaciti Hrvate iz formiranja izvršne vlasti i praktički ih pretvoriti u nacionalnu manjinu. Klub izaslanika hrvatskog naroda u Domu naroda Parlamenta FBiH predstavlja posljednjeg jamca konstitutivnosti Hrvata u BiH.
Danas, dvadesetak godina kasnije, Federacija BiH još je uvijek u problemima. Proračun je pred slomom, gospodarstvo je nerazvijeno, socijalna davanja velika, administracija velika, županije ne funkcioniraju, nametanje predstavnika Bošnjaka te stalno nezadovoljstvo Hrvata položajem samo su neki od pokazatelja da je Federacija BiH pred mogućim krajem< te da je Washingtonski sporazum ostao nedorečen, previše puta prekršen i da su potrebna nova rješenja.

## Poveznice
- Daytonski sporazum

## Vanjske poveznice
- Washingtonski sporazum  Arhivirana inačica izvorne stranice od 15. travnja 2023. (Wayback Machine)